# Lot (řeka)
Lot je řeka na jihozápadě Francie (regiony Nová Akvitánie, Okcitánie). Její celková délka je 485 km. Plocha povodí měří 11 254 km².

## Průběh toku
Pramení na západních svazích pohoří Cévennes a protíná v úzké dolině jižní část Francouzského středohoří. Na dolním toku teče Garonskou nížinou. Ústí zprava do Garonny.

## Vodní režim
Zdrojem vody jsou převážně dešťové srážky. Nejvíce vody má v březnu a v dubnu, naopak nejméně od července do září. Úroveň hladiny se při povodních zvyšuje o 3 až 5 m. Průměrný průtok vody v ústí činí 155 m³/s.

## Využití
Vodní doprava je možná pod ústím Truyère. Na řece leží města Cahors, Villeneuve-sur-Lot.